# Темісон Лаодікейський
Темісон Лаодікейський (дав.-гр. Θεμίσων;123 — 43 рр. до н. е.) — видатний давньогрецький медик, засновник методичної школи у медицині.

## Життєпис
Народився у місті Лаодікея Сирійська. Був учнем відомого лікаря Асклепіада Віфінського. Після цього багато подорожував Сирією, Грецією, Єгиптом, Критом, деякий час жив у Римі. Втім щодо подробиць його особистого життя відомостей практично немає.

## Медична діяльність
Одним з напрямків дослідів Темісона було виявлення прихованих причин хвороб. Він розвинув теорію, що причиною хвороб є порушення основ функціонування тіла.
Темісон поділяв три групи причин хвороб:
- внаслідок перетягування, коли у тілі виникає напруга, яка перешкоджає усуненню соків, що повинні залишити організм, внаслідок цього знижується секреція;
- вплив рідини, коли у виникає послаблений стан, що призводить до підвищення рідини в організмі;
- змішаний, коли у наявності є обидві вищезгадані ситуації.

Темісон першим поділив захворювання на гострі та хронічні. Важливою методою лікування хвороб Темісон вважав застосування постування. Також він став першим лікарем, який для боротьби із захворюваннями застосував п'явок. При цьому обґрунтував та описав їхнє застосування.
Методична школа Темісона набула свого розвитку у Римі. Його безпосередніми учнями були Антоній Муса та Фессал. Продовжувачами справи Темісона стали Авл Корнелій Цельс, Туллій Басс, Соран, Скрибоній Ларг.

## Твори
- Libri Periodici
- Epistolae у 9 книгах.
- Celeres Passiones у 2 книгах.
- Tardae Passiones у 2 книгах.
- Liber Salutaris
- De Plantagine